# Handball-Afrikameisterschaft der Männer 1974
Die 1. Handball-Afrikameisterschaft der Männer (französisch Coupe d’Afrique des Nations de Handball) wurde im Jahr 1974 in der tunesischen Hauptstadt Tunis durch die Confédération Africaine de Handball (CAHB) ausgerichtet. Fünf Mannschaften waren für die Endrunde qualifiziert. Gastgeber Tunesien gewann das Turnier vor Kamerun und dem Senegal. Vierter wurde die Mannschaft aus Togo, Fünfter die Zentralafrikanische Republik; die Teilnahme Ägyptens an der Veranstaltung ist in der vorliegenden Quelle mit einem rot unterlegten „-.“ angegeben.
| Platzierung | Mannschaft                   |
| ----------- | ---------------------------- |
| 1.          | Tunesien                     |
| 2.          | Kamerun                      |
| 3.          | Senegal                      |
| 4.          | Togo                         |
| 5.          | Zentralafrikanische Republik |
| –           | Ägypten                      |